# Walidacja (psychometria)
Walidacja – w psychometrii jest to oszacowanie trafności testu. Jest procesem zbierania i oceniania danych świadczących o trafności określonej interpretacji wyników testu. Procedura walidacji, nie kończy się na podaniu jednego współczynnika trafności, a polega na prowadzeniu ciągłych badań i gromadzeniu informacji.